# Marcin Gawłowski
Marcin Gawłowski (ur. 16 września 1892 w Taurowie, zm. w 1959 w Sierniewicach) – major piechoty Wojska Polskiego, kawaler Orderu Virtuti Militari.

## Życiorys
Urodził się w Taurowie, w ówczesnym powiecie brzeżańskim Królestwa Galicji i Lodomerii, w rodzinie Michała.
Do Wojska Polskiego został przyjęty z byłej armii austro-węgierskiej. W czasie wojny z bolszewikami walczył w szeregach 10 pułku piechoty. Wyróżnił się w walkach uwieńczonych 5 czerwca 1920 obsadzeniem rzeki Berezyny i zdobyciem miasteczka o tej samej nazwie.
Po zakończeniu działań wojennych kontynuował w tym pułku zawodową służbę wojskową. 3 maja 1922 został zweryfikowany w stopniu kapitana ze starszeństwem z 1 czerwca 1919 i 1688. lokatą w korpusie oficerów piechoty, a 18 lutego 1928 został mianowany majorem ze starszeństwem z 1 stycznia 1928 i 169. lokatą w korpusie oficerów piechoty. W kwietniu tego roku został przeniesiony do 86 Pułku Piechoty w Mołodecznie na stanowisko oficera sztabowego pułku. W lipcu 1929 został przesunięty na stanowisko dowódcy batalionu. W listopadzie 1931 został przeniesiony do 72 pułku piechoty w Radomiu na stanowisko dowódcy batalionu. W grudniu 1933 został przeniesiony do Powiatowej Komendy Uzupełnień Łuck na stanowisko komendanta. W lipcu 1935 został zwolniony z zajmowanego stanowiska i oddany do dyspozycji dowódcy Okręgu Korpusu Nr II, a później przeniesiony w stan spoczynku.
Zmarł w 1959 w Skierniewicach. Został pochowany na cmentarzu Parafii św. Jakuba Apostoła w Skierniewicach (sektor 9-B-8).

## Ordery i odznaczenia
- Krzyż Srebrny Orderu Wojskowego Virtuti Militari (13 kwietnia 1921)[16][17]
- Krzyż Walecznych (trzykrotnie)[18]
- Złoty Krzyż Zasługi (18 lutego 1939)[19]